# Buebro
En Buebro er en bro, hvor selve buen er hovedbæresystemet. Buen kan være placeret over, under eller delvis over eller under brobanen.

## Om konstruktionen
En buebro holdes oppe ved at dens egenvægt og last ledes gennem buen mod fundamenterne, i stedet for at ledes lige ned. Materialerne må derfor tåle stort tryk, og fundamenterne, som enderne trykker ned mod, må være solidt og stabilt forankrede.
Nogle bueboer er konstrueret som en kombination med elementer fra kassebro eller pladebro, hvor selve buen taget hovedspændet. Enkelte kan have flere buer efter hinanden.

## Historie
Stenbuer var opfundet så langt tilbage som 2500 år f.Kr., omtrent under Induskulturen. Stenbuerne blev udviklet til at indgå som brokonstruktioner af romerne; mange af disse konstruktioner findes stadig i dag.
De fleste buebroer fra romertiden var formet som en halvcirkel, selv om nogen havde form af et cirkelsegment. Der blev ofte konstrueret broer med mange buer efter hinanden med samme form og størrelse. Disse broer blev brugt til at fragte vand, og fik derfra navnet akvædukt.
Etter romertiden var det primært kineserne, som udviklede buebroer. 

## Stenbuebroer og murværksbuebroer
Stenbroer tåler en del vertikale trykkræfter, men tåler derimod få eller ingen spændinger i form af horisontale kræfter. Derfor udformes sådanne broer således, at de konstant står under tryk, i det omfang det er muligt. Sten i sådanne broer bliver ofte lagt således, at den smalleste og længste del af stenen følger buen, hvorved vægten vil forplante sig langs buen og ned mod fundamenterne. Jo mere vægt (vertikale trykkræfter) broen bliver belastet med, jo stærkere vil selve konstruktionen blive. 
For alle stenbyggede buebroer af ældre dato var slutstenene de vigtigste. Slutstenene sad øverst, var kileformede, låste konstruktionen og tog belastningen fra begge sider. Sad disse skævt, kunne hele buen brase sammen. Slutstenene som sad yderst var ofte udstyret med et skjoldmærke (eventuelt rigsvåbnet) eller kongens monogram og årstal.
Samme princip benyttes under bygning af murværksbroer. De traditionelle murværksbuer er normalt holdbare, men er relativt dyre. De kræver mange materialer samtidig med at der stilles store krav til fundamenterne, hvortil kommer omkostninger til arbejdskraft.
I Kina er i 1991 opført stenbroen Wuchaohe med et spænd på 120 m, hvilket er verdens længste spænd for en stenbro.

## Moderne buebroer
De fleste buebroer konstrueres i dag i materialerne beton, stål og/eller træ.
I buebroer hvor selve buen bærer hele broens vægt, er det meget vigtigt, at buen er funderet godt nok på begge sider. Moderne teknologi indebærer, at man kan konstruere buebroer i stål og beton som optager spændinger i konstruktionen. Fundamenterne vil dermed optage færre horisontale kræfter, hvilket bidrager til et lettere og billigere funderingsarbejde.

## Galleri
- Bloukrans bro i Sydafrika
- Fremount bridge i Oregon, USA
- Harbour Bridge i Sydney, Australien
- Jade Belt bro i Kina
- Garabit Viaduct i Cantal, Frankrig
- Buebro i Catalonien
- Puddefjordsbroen i Norge er en typisk stavbuebro
- Bro over floden Porto på Korsika

## Eksterne links
- Modelbyggesett til stavbuebro
- Buebro i Iran af Stålforbundet Arkiveret 29. september 2007 hos  Wayback Machine